# Ngreco (Tegalombo)
Ngreco is een bestuurslaag in het regentschap Pacitan van de provincie Oost-Java, Indonesië. Ngreco telt 5095 inwoners (volkstelling 2010).